# Cukino Uszagi
Cukino Uszagi (月野 うさぎ; Hepburn: Tsukino Usagi), más néven Sailor Moon (セーラームーン; Szérá Mun, ’magyar változatban Bunny Riviére, illetve Holdtündér’) egy kitalált szereplő Takeucsi Naoko Sailor Moon című manga- és animesorozatában, melynek egyben címadó hősnője is.
A karakter először 1991 decemberében mutatkozott be a japán Nakajosi magazinban, mint egy életvidám iskoláslány, aki képes átváltozni a "szeretet és az igazság harcosává", Sailor Moon-ná.
Egy napon találkozott egy különleges beszélő macskával, Lunával, aki a titokzatos Holdhercegnőt kereste. Luna felfedte Uszagi előtt, hogy az a végzete, hogy meg kell mentenie a Földet a gonosz erőktől, és adott neki egy brosst, mely segítségével Sailor Moon-ná változhatott. Megbízta Uszagit azzal, hogy keresse meg a többi reinkarnálódott holdharcost, az úgynevezett Sailor Szensiket, találja meg a hercegnőt, és védje meg a misztikus Ezüstkristályt, amely elképesztő erőt birtokol. A történet előrehaladtával kiderül, hogy ő a reinkarnálódott Holdhercegnő, Serenity  (プリンセス・セレニティ, Purinszeszu Szereniti), akinek egykori szerelme, Endymion herceg szintén újjászületett egy rejtélyes hős, Tuxedo Kamen (Álarcos Férfi) képében. Jellemfejlődése során erős harcossá válik, aki többször is megmenti a Földet az ellenséges erők támadásától, de a mindennapokban sokszor továbbra is éretlenül viselkedik.
Uszagi az egyetlen karakter, aki a Sailor Moon-franchise minden inkarnációjában megjelenik, beleértve a mangát, a két anime-adaptációt, az élőszereplős sorozatot és a musicaleket, de még az előd Codename: Sailor V mangát is. Jellegzetes frizurája miatt közismert, a karaktere az egyik legkedveltebb és legnépszerűbb szuperhősnő a világon, Japán egyik kulturális szimbóluma.

## A szereplő
Uszagit a sorozat kezdetekor egy bájos iskolás lányként ismerhetjük meg, aki a XX. század végi Tokióban él. A személyisége szétszórt és naiv, kicsit sírós, de nagyon jóindulatú és mindezzel együtt is képes határozottságot mutatni, ha holdharcosként kell fellépnie. Ő oldja meg a legtöbb konfliktust, mind az animében, mind a mangában. Magassága körülbelül 150 cm, amivel a legalacsonyabb a történet kezdetén a harcosok között.
A története ott kezdődik, mikor egy nap az iskolába rohanva meglátja, hogy a szomszéd gyerekek kínoznak egy fekete macskát, és kiszabadítja (a mangában véletlenül ütközik belé az utcán). Később a macska beoson a lány szobájába, és annak nagy meglepetésére emberi szóval bemutatkozik. Lunának hívják és elmondja, hogy ő lesz a jövőbeli mentora. Egy bűvös brosst ad a „védencének” , ami segít neki átváltozni Sailor Moon-ná, a szeretet és igazság harcosává. Luna azt is elárulja, hogy mint harcosnak küldetése van: meg kell találnia a többi harcostársát valamint megmenteni egy eltűnt hercegnőt. Bár először Uszagi nehezen birkózik meg a feladattal (az animében az Álarcos Férfi kénytelen rendre megmenteni őt), ahogy az idő múlik, a szereplő magabiztosabbá és érettebbé válik. Mindazonáltal még így is sokszor vannak sírós pillanatai, mikor úgy érzi, a helyzet fölé tornyosul.
Uszagi Azabu Dzsúban (tizedik) kerületében él, ami Tokió egy valóban létező kerülete. Ő az egyetlen szereplő a holdharcosok közül aki valóban „teljes családot” mondhat a magáénak: anyuka, apuka, kisöcsi (akiket Takeucsi a saját családja után alkotott meg). A vércsoportja 0.
Nem a legjobb tanuló, amit azonban inkább a lustaságával okolnak és nem a butaságával. A kedvenc időtöltése az evés, a videojátékok és a képregényolvasás. Imádja a süteményt, a kedvenc tárgya az iskolában a háztartási ismeretek, noha főzni nemigen tud. Az angol nyelv és a matematika nagyon rosszul megy neki, fél a fogorvostól és a szellemektől. Az iskolában a mangarajzoló klub tagja. A legnagyobb álma, hogy egy szép nap menyasszony legyen. Hűséges barát és nagy szíve van.
Főleg az 1992-es animesorozat az, amely Uszagit sokszor gyerekesnek ábrázolja. Gyakran összevitatkozik nevetséges dolgokon a barátaival, különösen Rei-vel vagy Csibiuszával, esetleg az öccsével, Singóval. A viselkedése miatt sokszor megkérdőjelezik, hogy lehet-e belőle komoly harcos vagy hercegnő, de ezekre érett gondolkodásával, és törődésével (amely sokszor az ellenségek irányában is megnyilvánul) rendre rácáfol.
Az élőszereplős sorozatban még a többi megjelenéséhez képest is sokkal nyitottabb és extrovertáltabb, amely konfliktusokat okoz magányos és befelé forduló jellemű harcostársaival szemben is. A beszédmódja is kevésbé formális, és szinte mindenkit a "-csan" megszólítással illet, amely a japán nyelvben csak a belsőséges, közeli kapcsolatban álló emberek között használatos. A sorozat során amikor megjelenik egy új holdharcos, szinte azonnal össze akar velük barátkozni, aminek ők ellenállnak - végül azonban meggyőzi őket, hogy együtt erősebbek, mint egyedül. Itt megjelenik az a tulajdonsága is, hogy a saját érdeklődési körét próbálja a barátaira erőltetni, például mindenáron el akarja érni, hogy Rei énekeljen.
Uszagi barátja és szerelme Csiba Mamoru, a kapcsolatuk a sorozat különböző részein keresztül bontakozik ki. Az egymással megosztott szeretetük segít Uszaginak végigcsinálni az egyre nehezebb kihívásokat. Sok viszontagság után kezd a kapcsolatuk komolyra fordulni. Sokáig randevúznak, majd az ötödik évad elején Mamoru eljegyzi a lányt.
A Sailor Moon-ról szóló legnagyobb titkok egyike, hogy ő maga Serenity hercegnő, az Ezüst Millennium koronahercegnője. A második sorozatban találkozik a jövőbeli lányával is. Mint a hercegnőnek, Uszaginak van „fenntartva” a Föld trónja, ahol a 30. századig Neo-Queen Serenityként uralkodhat.
A mangában Mamoru Uszagi-t sokszor Odangónak becézi, ez egyfajta rizsgaluska, a nokedlik alakja hasonlít a lány hajából font kontyokhoz. Sokszor hozzáteszi az "atama" szót is, amellyel együtt "gombócfejet" jelent. Uszagi először utálja ezt a nevet, de ahogy közelebb kerülnek egymáshoz, a szeretet egyfajta kifejeződésévé válik kettejük között. A sorozatban később feltűnő maszkulin megjelenésű Haruka és Széja szintén átveszi ezt a becenevet, ha Uszagiról kell beszélniük. Mivel az észak-amerikai kultúrában ennek nincs megfelelője ott vagy a  „Holdvilágképű” (Moon Face), vagy a „Meatball Head” egyszer pedig a „Donut Head” kifejezést használták a fordítók. Magyarországon a "nyuszifül" és a "holdvilágképű" volt az általánosan használt fordítás.
Egy korai promócióban Uszagit Victoriának nevezték, a Kodansha angol weboldalán egy reklám erejére Celeste lett.

## Formák és alakok
A szereplő a sorozaton keresztül többszörös átalakulással fejlődik a galaxis legerősebb Sailor harcosává. Az álnevei között szerepelt a Serenity hercegnő, Sailor Moon, Super Sailor Moon, Eternal Sailor Moon, és Neo-Queen Serenity.

### Sailor Moon
Mint Uszagi Senshi identitása, a leggyakrabban idézett meghatározás szerint ő a Szerelem és Igazság Harcosa, egyszer pedig mint a Rejtélyes Harcos említik.
Eredeti alakja egy kék alapú ruha, mely leginkább matrózblúzra emlékeztet, és egy kék szoknya társul hozzá. Sailor Moon fehér hosszú ujjú kesztyűt hord piros hosszú szárú csizmával, a ruha közepén pedig egy nagyméretű piros masni található. Homlokán egy tiarát hord, melynek közepén egy piros kő található, haját pedig két másik piros kő díszíti. Fülében hold alakú fülbevaló van. A mangaváltozatban a hajában három tollszerű csat is megtalálható, illetve a tiarája és a brossa is egészen más, ezeket a Sailor Moon Crystalban is megtartották. A manga első néhány fejezetében egy maszkot is viselt, mely azonban később elmaradt.
A harmadik történet során történik külsejében jelentős változás, amikor a Szent Grál segítségével Super Sailor Moon-ná változik, igaz, itt még csak ideiglenesen, később azonban már véglegesen megkapja ezt a külsőt. A ruhája színezete megváltozik: a kék szín erősebb lesz rajta, a szoknya fodrossá válik, és kék-sárga szegélyűvé, a dominánsan fehér alapszínű egyenruhán. A vállakra három áttetsző díszítőelem kerül, a hajában megjelennek a fehér csatok, valamint a tiarájába a kő helyére egy félhold kerül.
Harmadik, és egyben a sorozatban ismert utolsó formája az Eternal Sailor Moon külső. Ez már jelentősen eltér az eddig ismertektől: a matrózblúz alap megmarad, de a masni helyére egy szárnyas-szíves díszítőelem kerül, a jellegzetesen fehér egyenruha fodros szoknyája sárga-piros-fekete színű lesz, csizmája színe fehérre vált, a vállvédők helyére két rózsaszín gömb kerül. Tiara helyett már csak egy sima félhold található a homlokán, a fülbevalója csillagokkal egészül ki, s ami még nagyon fontos: hátul két, angyalszárny formájú elem került a ruhára.

### Serenity hercegnő
Serenity (プリンセス・セレニティ Purinszeszu Szereniti) hercegnő az Ezüst Millennium kora alatt élt a Hold Királyságában. Ő volt Serenity királynő lánya, a trón örököse. A hercegnő védelmezői és őrzői a legjobb barátai voltak: Sailor Mercury, Sailor Mars, Sailor Jupiter és Sailor Venus. Serenity gyakran tett felfedezéseket a Földön, hogy igazi zöld lombot lásson, bár neki ez tiltva volt. Így találkozott Endymion-nal, a Föld hercegével, és végül egymásba szerettek. Azonban amikor a Hold Királyságát megtámadták a gonosz erők, a herceg meghalt, Serenity-t védelmezve. A mangában a lány bánatában öngyilkos lett, az animében mindkettejük haláláért Metalia királynő felelt. Serenity anyja arra használta a misztikus Ezüstkristályt, hogy a lányának egy lehetőséget adjon az új és jobb életre, így került a „szelleme” a XX. századba, ahol Cukino Uszagiként született újjá.
A hercegnő időnként előragyog Uszagi, vagy Sailor Moon alakjából, főleg ha a lány különös erőkifejtésre van kényszerítve, többre, mint amit Sailor Moon el tud érni. A mangában míg Uszaginak szőke, Serenitynek majdnem mindig fehér haja van. Az eredeti animében mindkét szereplő szőke. A PGSM-ben a lány fekete és egyenes frizurát visel, ami átalakulásakor változik a jól ismert kontyos viseletté.

### Neo-Queen Serenity
A jövőben Uszagi, azaz Serenity hercegnő végül az új Ezüst Millennium királynője lesz, melynek Kristály Tokió a fővárosa. A 30. században már Mamoruval, azaz Endymion királlyal együtt uralkodik. Az eredeti anime története alapján a 21. század elején a Földet egy hatalmas jégkorszak taszította sötétségbe, de az Ezüstkristály erejét felhasználva a bolygó új életre kelt, s így jött létre az új Ezüst Millennium is. Neo-Queen Serenity már sokkal inkább mutatja egy felnőtt és érett nő vonásait, mint Uszagi, noha bizonyos jellemzők (például a Csibiuszának a jövőből küldött leveleiben a kandzsi betűk helyett az egyszerűsített írásmód használata) arra utalnak, hogy lélekben megmaradt ugyanolyannak.
Diana szerint Neo-Queen Serenity Uszagi legvégső és legerősebb formája. Ennek az állításnak némiképp ellentmond, hogy a manga 24. fejezetében kiderül, hogy miután királynővé vált, elveszítette összes harcosi képességét (noha ez leginkább csak az átváltozásra vonatkoztatható erőket érinti). Hajszíne a mangában és a Sailor Moon Crystalban fehér, az eredeti animében szőke.

### Sailor Cosmos
A manga legutolsó fejezetében felbukkan egy titokzatos harcos, Sailor Cosmos  (セーラーコスモス, Szérá Kozmosz), aki önmagát mint Sailor Moon jövőbeli, legvégső formáját mutatja be. Külseje nagyon hasonlít rá: fehér színű haja szív alakú fonatokat kapott, egy szárnyas pálcát tart a kezében, ruhája felsőrésze egyszerű, szoknyája fodrai sokszínűek, magassarkú cipője mellett pedig még egy fehér köpenyt is visel.
Cosmos egy olyan jövőből érkezett, ahol a Sailor Chaos-szal folytatott küzdelemben mindenki, akit ismert és szeretett, áldozatul esett. A problémával való szembenézése helyett gyávaságból visszajött egy kisgyermek, CsibiCsibi képében, hogy elpusztítsa a Káoszt és elejét vegye a jövőbeli pusztulásnak. Sailor Moon azonban nem végzett a Káosszal, mert azzal a galaxis lassú halálát idézte volna elő, Sailor Cosmos pedig, látva a lány elszántságát és hősiességét, valószínűsíthetően visszatért saját idejébe, hogy szembenézzen a gonosszal.
A karakter teljesen kimaradt az eredeti animeadaptációból, csak a mangahű filmben jelent meg.

## Képességek, támadások
A Sailor Moon sorozatok egyik legjellegzetesebb eleme a harcosok mindenkori támadásainak animálása volt. A lányok az események előrehaladásával fejlődtek, újabb képességekre tettek szert és néha a ruhájuk is változott.
Uszagit nem mutatják, hogy bármilyen különleges hatalmat képes lenne elérni civil alakjában. Először át kell változnia harcossá, amihez egy brosst, vagy más eszközt használ. Ezt a folyamatot egy kiáltással indítja el, amely aktiválja a kelléket.
Sailor Moon átalakulásának többsége ragyogó rózsaszín szalagok kibomlásával jár együtt, amik a brossból áradnak elő és a lány testére varázsolják az egyenruháját. A tollak és a szárnyak szintén kiemelkedően vannak jelen, különösen az Eternal Sailor Moon formába való átalakulásban. Amikor a lány visszaalakul, a szalagok újra megjelennek, ahogy felbomlanak a teste körül és magukkal viszik az uniformist. Ha nem ő maga indította el a visszaváltozást, hanem más késztette erőszakkal megeshet, hogy csak félig megy végbe, a szalagok felbontják ugyan az egyenruhát, de továbbra is a meztelen test körül lebegnek. A sorozat elején még használja a Luna Pen-t, ami képes más emberi formába változtatni a lányt, például felnőtt rocksztárrá, hogy bemehessen egy klubba, ahová a kislány Uszagit nem engednék be.
Az Ezüstkristály (幻の銀水晶, Maboroshi no Ginzuisó) egy legendás ékkő, melynek erejét csak a Hold királyságának tagjai tudják használni. A kristály utáni kutatás illetve ennek a megkaparintása központi elem a cselekmény során. Hatalmas erővel bír, képes feltámasztani a halottakat illetve nagyon hosszú életet adni bárkinek, akit védelmez. Az első animesorozat során az ereje annyira a használójához kötődik, így ha Sailor Moon túl sokat használja, az az életébe is kerülhet. A hatalma a hordozójához kötődik, azaz minél elszántabb, annál erősebb, de ha bizonytalan, akkor az Ezüstkristály is csak egy darab kő. Valamennyi adaptációban a világ legerősebb varázshatalmú köve, de vannak még hozzá hasonló, gonosz célokra használt kövek, mint a Death Phantom által bevetett fekete kristály, vagy Sailor Galaxia zafírkristálya. A mangában akkora erővel bír, hogy még az időben is megérződik: ha a jövő és a múlt Ezüstkristálya egyszerre vannak egy helyen, az mindent elpusztíthat.
Mivel Csibiusza a jövőből érkezett, és ott ő örökölte meg az Ezüstkristályt, ezért a sorozat folyamán kettő is szerepel belőle. Leginkább a brossukban őrzik, viszont nagy veszélyek idején kiveszik belőle és úgy használják. Alakja többféle: az eredeti animében eleinte ovális, gyémántszerű, majd könnycseppre, később egy szívre emlékeztet. A mangában és más megjelenéseikor egy kinyíló virágra hasonlít.

### Átváltozások
- Moon Prism Power, Make-Up!: a legelső átváltozási forma, mely egy brosshoz köthető magyarul "Lunáris prizma ereje, változtass át engem!". Kapcsolódó támadások: Moon Tiara Action ("Lunáris Frizbi"), Moon Healing Escalation (egy holdsarló alakú pálca, melybe később belekerül az Ezüstkristály).
- Moon Crystal Power, Make-Up!: a bross belsejébe bekerül az Ezüstkristály (magyarul a sorozatban az elnevezése nem változott, az R-filmben "Holdkristály hatalma, változtass át engem!"). Kapcsolódó támadás: Moon Princess Halation (magyarul "Holdsarló, cselekedj azonnal!").
- Moon Cosmic Power, Make-Up!: Mamoru és Uszagi szerelmének ereje ad új képességeket és átváltozást, a mangában pedig ajándékként kapja Neo-Queen Serenity királynőtől ("Holdprizma ereje, változtass át engem!"). Kapcsolódó támadás: Moon Spiral Heart Attack (magyarul holdsarló).
- Crisis, Make-Up!: a Szent Grál segítségével történő, ideiglenesen nagy hatalmat biztosító átváltozás. Kapcsolódó támadás: Rainbow Moon Heartache. (Magyarul csak az átváltozásnak lett saját neve: "Legfőbb hatalom, jöjj segítségemre!")
- Moon Crisis, Make-Up!: a Pegazustól kapott erő birtokában történő átváltozás, melyre csak Sailor Chibi Moon-nal együtt kerül sor (magyarul "Erők ereje, változtass át engem!"). Kapcsolódó támadás: Moon Gorgeous Meditation (magyarul Holdkaleidoszkóp, ritkábban Holdcsillámok).
- Moon Eternal, Make-Up!: a tíz harcos együttes ereje által biztosított új képességek garantálják ezt az átváltozást. Kapcsolódó támadások: Starlight Honeymoon Therapy Kiss, Silver Moon Crystal Power Kiss.

## A karakter létrejötte
Uszagi és az egész Sailor Moon-sorozat tulajdonképpen Takeucsi egy korábbi mangájának, a "Codename: Sailor V"-nek a továbbgondolásával jött létre. A történet kitalálása idejében még úgy tervezte, hogy minden főszereplő más egyenruhát kap, később azonban a Sailor Moon-éból kiindulva egységesítette ezeket. Még ezen is eszközöltek később kisebb változásokat (színváltoztatások, szalagok elhagyása, fegyver, köpeny), a legjelentősebb azonban egy álarc elhagyása lett, mely a manga első néhány fejezetében szerepel, de később elvetette.
Ami a jellegzetes hajviseletet illeti: az "odango" stílust Takeucsi Naoko, a karakter megálmodója is szívesen használta, mint afféle szerencsét hozó szokást, különösen nehéz vizsgák előtt az egyetemen. A karakter személyisége is a megalkotójáéhoz hasonlatos. Sailor Moon haja eredetileg rózsaszín lett volna, később ez szőkére módosult, de úgy, hogy átváltozásokkor ezüstszínű lett volna. Szerkesztője, Oszano Fumio javaslatára ezt elvetette, mert az ezüstszín jellegtelennek tűnt volna a magazinok címoldalán. Néhány későbbi művészi képen azért még felfedezhető ez a hajszín, és a koncepció az élőszereplős sorozatban visszaköszönt.
A karakter számos asztrológiai utalással lett megtermetve. Például a Rák csillagjegy szülötte, ami a japán mondavilágban a Holddal hozható összefüggésbe. Vércsoportja nullás, amit pedig a barátságosság, optimizmus, és törődés jelképeként értékelnek.
Kanji betűkkel leírt vezetékneve (月野) jelentése "holdbéli" (月, hold, és 野, mező). Keresztnevét azonban már hiraganával írja (うさぎ), aminek nincs kimondott jelentése, de kandzsival írva (兎) nyulat jelent, és ezért a sorozat során számos viccelődésre ad okot. Összeolvasva a neve tehát jelentheti azt is, hogy "holdbéli nyúl", amely egy kínai legendára vezethető vissza, ott ugyanis úgy képzelték, hogy a Hold felszínén egy nyúl képe tükröződik vissza. A külföldi változatokban gyakran adott becéző "Bunny" név is erre a nyulas poénra utal vissza. Amerikában Serena lett a keresztneve, amely utal arra, hogy ő Serenity hercegnő.

## Megformálói
A japán anime változatban állandó hangja Micuisi Kotono volt, aki jellegzetesen magas hangon formálta meg a karaktert. A 44. és 50. rész között vakbélműtét miatt nem tudta vállalni a szinkronizálást, ezért addig Araki Kae ugrott be helyette, aki később Csibiusza állandó hangja lett. Ő az egyetlen szereplő, aki a 20 évvel későbbi Sailor Moon Crystalban is eljátszhatta a régi szerepét. A magyar változat lefordított epizódjaiban Csondor Kata szinkronizálta őt, bár állítása szerint nem nagyon élvezte a munkát, köszönhetően a szinkronstúdió hanyag munkájának és annak, hogy saját bevallása szerint nem szereti az "erőszakos rajzfilmeket". A 2012-ben elkészült első mozifilmben Szabó Luca lett a magyar hangja.
A musicalekben öt színésznő is alakította Sailor Moon-t: Ójama Anza, Hara Fumina, Kanbe Mijuki, Kuroki Marina, és Okubo Szatomi. Az élőszereplős sorozatban a karakter megformálója Szavai Mijú volt.